# Conrad Langaard (Tennisspieler)

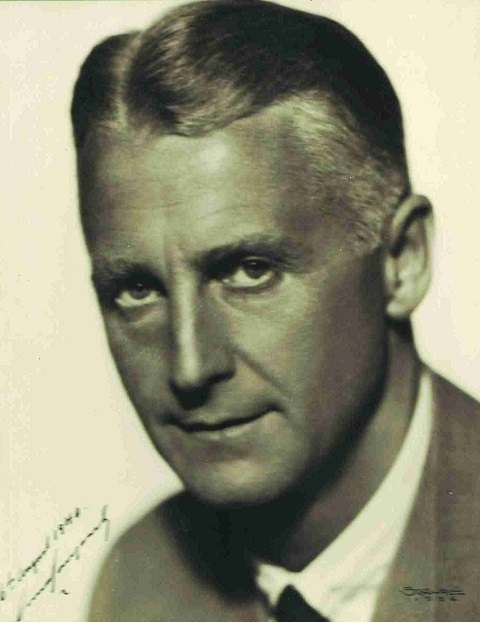
Langaard (1924)

Conrad Langaard (* 6. August 1890 in Kristiania; † 24. Dezember 1950 ebenda) war ein norwegischer Tennisspieler.

## Leben
Conrad Langaard wurde als Sohn von Kaufmann und Fabrikbesitzer Rasmus Agerup Langaard (1860–1908) und Laura Nannestad Holmboe in Oslo geboren.  Sein Großvater väterlicherseits hieß ebenfalls Conrad Langaard und war Gründer der gleichnamigen Firma Conrad Langaard A/S, die Tabak vertrieb und die an Conrads Vater überging. Conrads Großneffe war Mads Langaard, sein Cousin 1. Grades war Christian Langaard und ein Cousin 2. Grades von Johan Henrik Langaard. Conrad Langaard senior war einer der reichsten Norweger seiner Zeit. 1924 heiratete Conrad Langaard Andrea Margrethe Langaard, die Cousine des norwegischen Politikers Vidkun Quisling, der während des Zweiten Weltkriegs die norwegische Marionettenregierung führte.
Beim Tennis repräsentierte Langaard den Oslo Tennisklubb. Er nahm nur an wenigen Turnieren teil, dreimal darunter an den Olympischen Spielen. Zunächst 1912 in Stockholm, wo er in allen drei Wettbewerben – Einzel, Doppel und Mixed auf Rasen – in seinem ersten Match verlor. Fast selbiges Schicksal erlitt er auch 1920 und 1924. Den einzigen Sieg errang er 1920 in der Doppelkonkurrenz, wo er mit Jack Nielsen ein Match gewann und damit das Viertelfinale erreichte. Er war 1916, 1917 und 1920 norwegischer Meister im Einzel.